# Bevinahalli, Krishnarajpet
Bevinahalli là một làng thuộc tehsil Krishnarajpet, huyện Mandya, bang Karnataka, Ấn Độ.